# 小行星5726
小行星5726（英語：5726 Rubin）是一颗围绕太阳公转的小行星。1988年1月24日，卡罗琳·舒梅克、尤金·舒梅克在帕洛马山发现了此天体。
这颗小行星的绝对星等为163.6947671441673等。